# ترانه دژخیم
ترانه دژخیم (انگلیسی: The Executioner's Song) نام رمانی از نورمن میلر است که در سال ۱۹۸۰ برنده جایزه پولیتزر برای داستان شد. داستان این رمان به ماجرای اعدام گری گیلمور در استان یوتا به اتهام قتل می‌پردازد.